# IN Большого Пса
IN Большого Пса (лат. IN Canis Majoris) — двойная новоподобная катаклизмическая переменная звезда (NL) в созвездии Большого Пса на расстоянии приблизительно 592 световых лет (около 181 парсека) от Солнца. Видимая звёздная величина звезды — от +14,89m до +14,64m.

## Характеристики
Первый компонент — аккрецирующий белый карлик спектрального класса DAO или DA.9. Эффективная температура — около 57790 К.
Второй компонент — красный карлик спектрального класса M4-5V.